# Azara (roślina)
Azara Ruiz & Pav. – rodzaj roślin z rodziny wierzbowatych (Salicaceae). Obejmuje 10 lub 11 gatunków. Rośliny te występują w Ameryce Południowej, na południe od Peru, Boliwii i południowej Brazylii. Krzewy te rosną zwykle na obrzeżach lasów deszczowych i w wilgotnych miejscach na terenach skalistych.
Uprawiane są na obszarach o łagodnym, ciepłym klimacie jako rośliny ozdobne. Sadzone powinny być w miejscach słonecznych, ale stale wilgotnych i osłoniętych.

## Morfologia
PokrójKrzewy osiągające do 8 m wysokości, o pędach cienkich.
LiścieSkrętoległe, ale z okazałym przylistkiem wyglądającym jak mniejszy, naprzeciwległy liść. Liście są zimozielone, osiągają do 7 cm długości, często są ząbkowane.
KwiatyDrobne i pachnące, zebrane w niewielkie kwiatostany wyrastające w kątach liści. Kwiaty z kielichem składającym się z 4–5 owłosionych działek. Korony kwiatu brak. Pręciki są liczne (do 50), okazałe, żółte, przy czym zewnętrzne często pozbawione są pylników. Słupek pojedyncze, czasem trójdzielny, z pojedynczą komorą.
OwoceMięsiste jagody szarawe do pomarańczowych, na szczycie z trwałą szyjką słupka. Zawierają do 25 nasion.

## Systematyka
Pozycja systematyczna
Rodzaj z rodziny wierzbowatych (Salicaceae). W dawniejszych systemach klasyfikacyjnych zaliczany był do rodziny strzeligłowowatych (Flacourtiaceae).
Wykaz gatunków
- Azara alpina Poepp. & Endl.
- Azara celastrina D.Don
- Azara dentata Ruiz & Pav.
- Azara integrifolia Ruiz & Pav.
- Azara intermedia Gay
- Azara lanceolata Hook.f.
- Azara microphylla Hook.f.
- Azara petiolaris (D.Don) I.M.Johnst.
- Azara salicifolia Griseb.
- Azara serrata Ruiz & Pav.
- Azara uruguayensis (Speg.) Sleumer